# 前474年
| 千纪： | 前1千纪 |
| 世纪： | 前6世纪 \| 前5世纪 \| 前4世纪 |
| 年代： | 前500年代 \| 前490年代 \| 前480年代 \| 前470年代 \| 前460年代 \| 前450年代 \| 前440年代 |
| 年份： | 前479年 \| 前478年 \| 前477年 \| 前476年 \| 前475年 \| 前474年 \| 前473年 \| 前472年 \| 前471年 \| 前470年 \| 前469年                                                                                                |
| 纪年： | 周元王二年，鲁哀公二十一年，齐平公七年，秦厉公三年，楚惠王十五年，晋出公元年，赵襄子二年，宋景公四十三年，卫出公后三年，郑声公二十七年，蔡成侯十七年，燕孝公十九年，吴王夫差二十二年，越王句践二十三年，杞湣公十三年 |

## 大事記
- 秋季八月，齊平公、邾桓公及魯哀公在顧邑會盟。[1]
- 錫拉庫扎強人希羅一世（英语：Hiero I of Syracuse）與來自義大利南部海上希臘城市的海軍結盟，在庫邁戰役（英语：Battle of Cumae）中擊敗伊特拉斯坎海軍，因為伊特拉斯坎人試圖佔領希臘人城市庫邁。 這場勝利標誌著伊特拉斯坎人在義大利南部對希臘人的侵略結束，並將坎帕尼亞的希臘人從伊特拉斯坎人的統治中拯救出來。
- 希羅一世在伊斯基亞島建造阿拉貢城堡。